# John Lombe

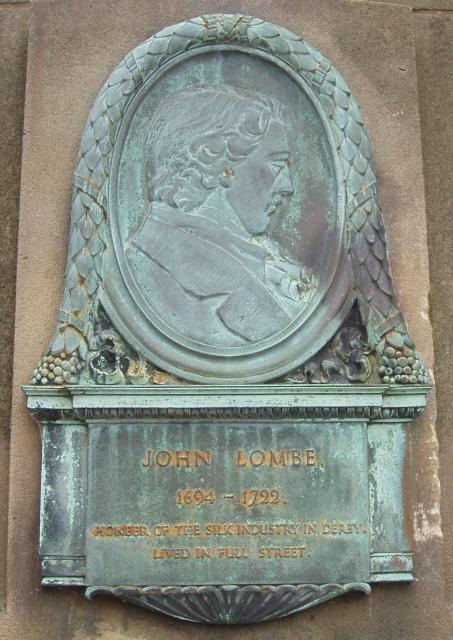
Retrato de John Lombe de la Exeter Puente en Derby.

John Lombe (Norwich, 1693 – Derby, 20 de noviembre de 1722) fue un hilandero de seda del siglo XVIII en Derby, Inglaterra. 
Nació en Norwich, aproximadamente en 1693, hijo de un tejedor. Hermano de Thomas Lombe, quien tras su muerte haría fortuna como comerciante de seda en Norwich y Londres. 
En el siglo XVIII el centro para la producción de medias de seda se había trasladado a Midlands de Londres y la demanda de seda hilada superaba la oferta. 
El hermano de John, Thomas, había conseguido trabajo en una fábrica de seda, construida en Derby por el inventor e ingeniero George Sorocold. El molino fue construido en el río Derwent, en la ciudad de Derby. Se cree que puede haber sido la primera instancia donde trabajadores se reunieron bajo un mismo techo a trabajar una maquinaria impulsada por una fuente de energía inanimada. 
Los italianos habían estado utilizando el poder de las máquinas hiladoras desde principios del siglo XVII, según una descripción publicada por Vittorio Zonca, Leonardo da Vinci había esbozado un modelo similar, pero la de Zonca era más completa, no se sabe si hubo contacto. John fue enviado por su hermano para investigar las máquinas hiladoras en Italia. Según la historia, obtuvo empleo en una de las tiendas italianas, donde se utilizaba un mecanismo secreto para hilar la seda. Entraba en las tiendas a escondidas y de noche y dibujó todo el diagrama de funcionamiento a la luz de las velas. Después volvería a Inglaterra en 1716 con la copia de los diseños. 